# Piastowo (powiat przasnyski)
Piastowo – wieś w Polsce położona w województwie mazowieckim, w powiecie przasnyskim, w gminie Krzynowłoga Mała. Ma status sołectwa.
Do 10 listopada 1924 wieś Piastowo nosiła nazwę: Pajki. W latach 1975–1998 miejscowość należała administracyjnie do województwa ostrołęckiego.
Przez miejscowość przepływa Ulatówka, niewielka rzeka dorzecza Narwi, dopływ Orzyca.